# Egill Skallagrímsson

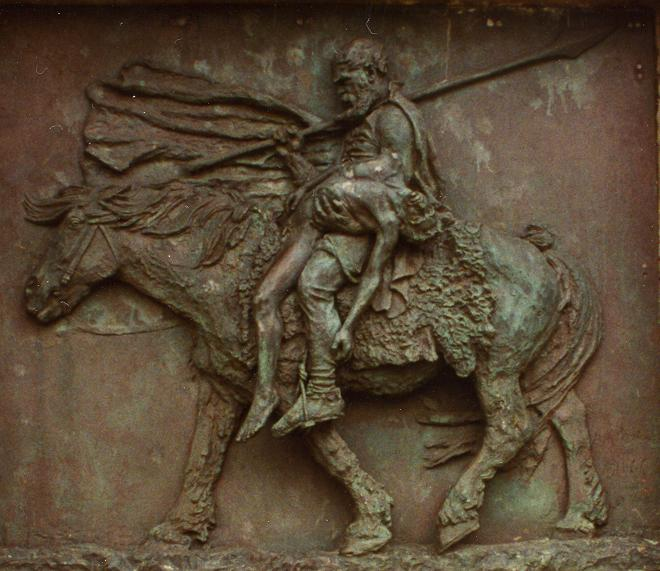
Egill mit dem toten Sohn Böðvar auf dem Schoß, Monument im Skallagrímsgarður in Borgarnes

Egill Skallagrímsson (auch Egill Skalla-Grímsson; * 910 in Island; † um 990) war ein Skalde, Anführer und Wikinger. Seine Existenz wird im historischen Landnahmebuch erwähnt, einige seiner Gedichte sind in Handschriften erhalten, sein Leben aber lässt sich nur aus einer über 200 Jahre später erstellten literarischen Quelle, der Egils saga, erschließen, weshalb er als halbliterarische Figur zu etrachten ist.
Egill wurde in Island als der Sohn eines Goden geboren, d. h. eines Clanchefs, dessen Name ebenfalls im Landnahmebuch erwähnt wird, der wichtigsten isländischen Quelle zur Besiedelung der Insel im 9. und 10. Jahrhundert (vgl. Geschichte Islands). Demgemäß ist Egill der Sohn von Skallagrímr Kveldúlfsson und Bera Yngvarsdóttir und der Enkel von Kveldúlfr („Abendwolf“).

## Zur Saga von Egill
Die Egils saga gehört zu den Isländersagas (isländisch Íslendingasögur), die zu den wichtigsten Werken der mittelalterlichen europäischen Literatur zählen. Sie schildern das Leben von Isländern vom 9. bis ins 11. Jahrhundert, wurden aber erst circa 200 Jahre später in schriftliche Form gebracht.
Die Saga von Egill, von einem anonymen Verfasser geschrieben und von einigen Forschern Snorri Sturluson (1179–1241) zugeschrieben, erzählt von Egills Taten. Sie erstreckt sich über einen langen Zeitraum. Die Geschichte beginnt in Norwegen mit dem Leben von Egills Großvater Úlfr genannt Kveldúlfr, umfasst das Leben seines Vaters Skallagrímr, die Kindheit von Egill, seine Reisen nach Skandinavien und England, seine Kämpfe, seine Altersphase und die weitere Geschichte seiner Familie.
Egill erfreut sich in Island nach wie vor großer Beliebtheit.

## Wichtige Lebensstationen gemäß der Saga von Egill
Die Hauptquelle zum Leben des Dichters ist dieses literarische Werk. Wie bei derartigen Quellen üblich, muss man die Daten mit Vorsicht betrachten. Vieles ist sicherlich Erfindung.
Als der Vater von Egill, Skallagrímr, in Island ankam, ließ er sich in Borg (wohl Borg á Mýrum) bei Borgarnes nieder, an dem Platz, wo der Sarg seines Vaters an Land getrieben war. Skallagrímr war ein berühmter Krieger der Wikinger und ein Feind des Königs Harald Schönhaar von Norwegen (Haraldur konungur hinn hárfagri).
Wenn man der Saga glauben kann, erwies sich Egill als frühes Genie und verfasste sein erstes Gedicht im Alter von drei Jahren.
Egill erwies sich außerdem anscheinend schon früh als selbst für Wikingersöhne außergewöhnlich aggressiv. So berichtet die Saga, dass er schon im Alter von 7 Jahren seinen ersten Mord begangen hätte. Ein anderer Junge hatte ihn bei einem Ballspiel – wie er meinte – unfairerweise verlieren lassen. Egill ging heim, kam mit einer Axt wieder und tötete den anderen Jungen.
Allerdings war auch sein Vater ähnlich jähzornig und rachsüchtig. Er hätte fast den eigenen Sohn getötet, als er gegen ihn beim Ballspiel verloren hatte. Nur dem Dazwischengehen der mutigen Magd Brák verdankte der Junge sein Leben. Die Magd hingegen starb gleich darauf, als der Vater sie in den Fjord Borgarfjörður jagte und ihr einen Stein hinterherwarf.
Als junger Erwachsener begibt sich Egill nach Norwegen, wie es der Brauch von den Söhnen wohlhabender isländischer Familien erforderte (etwa vergleichbar mit dem Knappen der deutschen Adelsgesellschaft). Der König schätzte ihn wegen seiner Tapferkeit und Dichtkunst. Nach etlichen Abenteuern dort macht sich Egill die Königin Gunnhildr zur Feindin. Als der König Harald Schönhaar stirbt, wird Egill von dessen Nachfolger in Norwegen zum Gesetzlosen erklärt und kehrt nach Island zurück, nachdem er etliche Verfolger besiegt hat.
Er kämpfte 937 siegreich in der Schlacht bei Brunanburh in den Reihen des englischen Königs Æthelstans.
In Island hat Egill fünf Kinder mit seiner Frau Ásgerðr Björnsdóttir. Als zwei seiner Söhne kurz hintereinander sterben (Gunnar und Böðvar), verfällt Egill in eine Depression und hegt Selbstmordgedanken. Nur dem klugen Eingreifen seiner Tochter Þorgerðr ist es zu verdanken, dass er seine Trauer schließlich lieber in einem Gedicht mit dem Namen Sonatorrek (Die Trauer um die Söhne) verarbeitet und sein Leben weiter führt. Ein Denkmal dazu von Ásmundur Sveinsson steht bei dem heute noch existierenden Hof Borg í Mýrum bei Borgarnes.
Die Saga berichtet weiterhin, dass Egill ein hohes Alter erreicht und schließlich bei seiner Nichte Þórdís, der Tochter von Egills Bruder Þórólfr, und ihrem Mann Grimr in Mosfellsbær beim heutigen Reykjavík lebt. Eines Tages reiste er zusammen mit zwei Sklaven, bestieg einen Berg, dort soll er einen Silberschatz in einer Schlucht vergraben haben, den schon viele vergebens gesucht haben, weil er beide Sklaven getötet hat.

## Theorie über eine mögliche Krankheit Egills
Der amerikanische Wissenschaftler Jesse L. Byock hat eine Theorie veröffentlicht, nach welcher Egill Skallagrímsson unter dem sogenannten Paget-Syndrom litt, einer krankhaft beschleunigten Zersetzung der Knochensubstanz. Er begründet diese mit einigen Informationen aus der Saga. So wird Egill taub, leidet unter Gleichgewichtsstörungen und unter chronisch kalten Füßen, erblindet schließlich und verfällt immer wieder in Lethargie.

## Egills Kinder mit Ásgerðr Björnsdóttir
- Þorgerðr Egilsdóttir
- Bera Egilsdóttir
- Böðvar Egilsson
- Gunnar Egilsson
- Þorsteinn Egilsson

## Werke
- Höfuðlausn
- Sonatorrek (vgl. auch die Skulptur von Ásmundur Sveinsson in Borg bei Borgarnes)
- Arinbjarnarkviða